# Sun386i
Sun386i（コードネーム Roadrunner）は、サン・マイクロシステムズが開発し、1988年に発売したUNIXワークステーションとPC/AT互換機のハイブリッドコンピュータシステムである。Sun386iはインテルの80386マイクロプロセッサに基づいていたが、同時代のSun-3シリーズと多くの特徴を共有していた。

## ハードウェア
Sun-3モデルは異なり、Sun386iはパーソナルコンピュータのようなマザーボードと "ミニタワー" 型のケースを持っていた。20MHzと25MHzのCPUに対応する、Sun386i/150とSun386i/250の2種類のモデルが作られた。マザーボードは、CPU、80387 FPU、82380 タイマ/DMA/割り込みコントローラと、BABE ("Bus Adapter Between Ethernet") と呼ばれるイーサネット用のカスタムICを搭載していた。また、フロッピーディスク、SCSI、シリアル、セントロニクスパラレルインタフェースを搭載し、4つのISAスロット（1つが8ビットで3つが16ビット）と4つの独自の32ビット "ローカル" バススロットを備えた。ローカルバススロットは、RAMとフレームバッファカードに使用された。
4MBと8MBの2種類のRAMカードと、82385キャッシュコントローラと32KBのキャッシュSRAMを搭載する "XP Cache" カードを使用することが出来た。XP Cacheカードは8MBまでのRAMに対応した。最大で2枚のメモリカードを使用することが可能であり、RAMの最大容量は16MBであった。
大容量記憶装置のオプションは、91MBまたは327MBの内蔵SCSIハードディスクと、1.4MBの3.5インチフロッピーディスクであった。ケースの上部に追加の2台のハードディスクを取り付けるための容量拡大ボックスを取り付けることが出来た。
フレームバッファのオプションは、1024x768または1152x900ピクセルのモノクロBW2カード、同じ解像度で8ビットカラーのCG3、8ビットカラーでアクセラレータつきのCG5、"Roadracer" としても知られるGXiフレームバッファであった。GXiフレームバッファはTIのTMS34010グラフィックスプロセッサを使用し、1152x900の解像度であった。
Sun386iは以前のType 3の配列とPC/ATの配列を複合した、Sun Type 4キーボードを導入した。これが後のSPARCstationシリーズのワークステーションで使用された。

## ソフトウェア
Sun386iのファームウェアは、Sun-3の"PROM Monitor"と類似していた。386に移植されたSunOSは、Sun386iのネイティブオペレーティングシステムであった。SunOSのリリース4.0, 4.0.1, 4.0.2がSun386iのアーキテクチャをサポートしていた。Sun386i用のSunOS 4.0.3のベータ版も存在したが、公式にリリースされることはなかった。SunOSにはGUIのSunViewとMS-DOSエミュレータのVP/ixが含まれていた。このエミュレータはSunOSのプロセスとして動作し、複数のMS-DOSセッションを同時に動作させることが出来た。この特徴がSun386iの主なセールスポイントであった。

## Sun486i
アップグレードモデルのSun486i（コードネーム Apache）が、25MHzの80486と改善されたSCSIインタフェースを取り込んで設計された。量産前の小ロットは生産されたが、公式の発売前の1990年にこのモデルは中止された。

## イースターエッグ
右側カバーの内側には、ロードランナーのロゴと開発者のサインがモールドされていた。

## 参照
- Jackson, Peter (July 1988). “Intel SYP-302 vs Sun386i/250'”. en:Personal Computer World 11 (7):  112?123.